# Alaejos
Alaejos ist ein nordspanischer Ort und eine Gemeinde (municipio) mit 1.407 Einwohnern (Stand: 2024) in der Provinz Valladolid der Region Kastilien-León.

## Lage und Klima
Der Ort Alaejos liegt in der Iberischen Meseta gut 60 km (Fahrtstrecke) südwestlich von Valladolid bzw. knapp 28 km westlich von Medina del Campo in einer Höhe von ca. 745 m. Der Ort hat einen Autobahnanschluss an die Autovía de Castilla (A-62). Das Klima im Winter ist kalt, im Sommer dagegen warm bis heiß; der spärliche Regen (ca. 370 mm/Jahr) fällt verteilt übers ganze Jahr.

## Bevölkerungsentwicklung
| Jahr      | 1857  | 1900  | 1950  | 2001  | 2021  |
| Einwohner | 3.646 | 3.561 | 3.610 | 1.550 | 1.380 |

Der kontinuierliche Bevölkerungsrückgang im 20. Jahrhundert ist im Wesentlichen auf die Mechanisierung der Landwirtschaft, die Aufgabe von bäuerlichen Kleinbetrieben („Höfesterben“) und die daraus resultierende Zunahme der Arbeitslosigkeit auf dem Lande zurückzuführen.

## Wirtschaft
Die Einwohner lebten jahrhundertelang hauptsächlich als Selbstversorger von der Landwirtschaft, zu der auch ein wenig Viehzucht (Schafe, Ziegen, Hühner) und der Weinbau gehörte. Wegen der großen Entfernung zu den Städten Valladolid und Salamanca war die Vermarktung von Überschüssen lange Zeit kaum möglich. In der Kleinstadt selbst ließen sich Kaufleute, Händler, Handwerker und Dienstleister aller Art nieder.

## Geschichte
Nach der Rückeroberung (reconquista) der Gebiete im Norden der Iberischen Halbinsel im 10. und 11. Jahrhundert gehörte Alaejos zum Königreich León und bildete möglicherweise eine Art Grenzfestung zu den von den Mauren kontrollierten Gebieten weiter südlich. Nach vorangegangenen Versuchen vereinigte sich León im Jahr 1230 endgültig mit dem Königreich Kastilien. Trotz Zerstörungen während des Comuneros-Aufstands (1520–1522) erlebte die Kleinstadt im 16. und 17. Jahrhundert ihre Blütezeit.

## Sehenswürdigkeiten

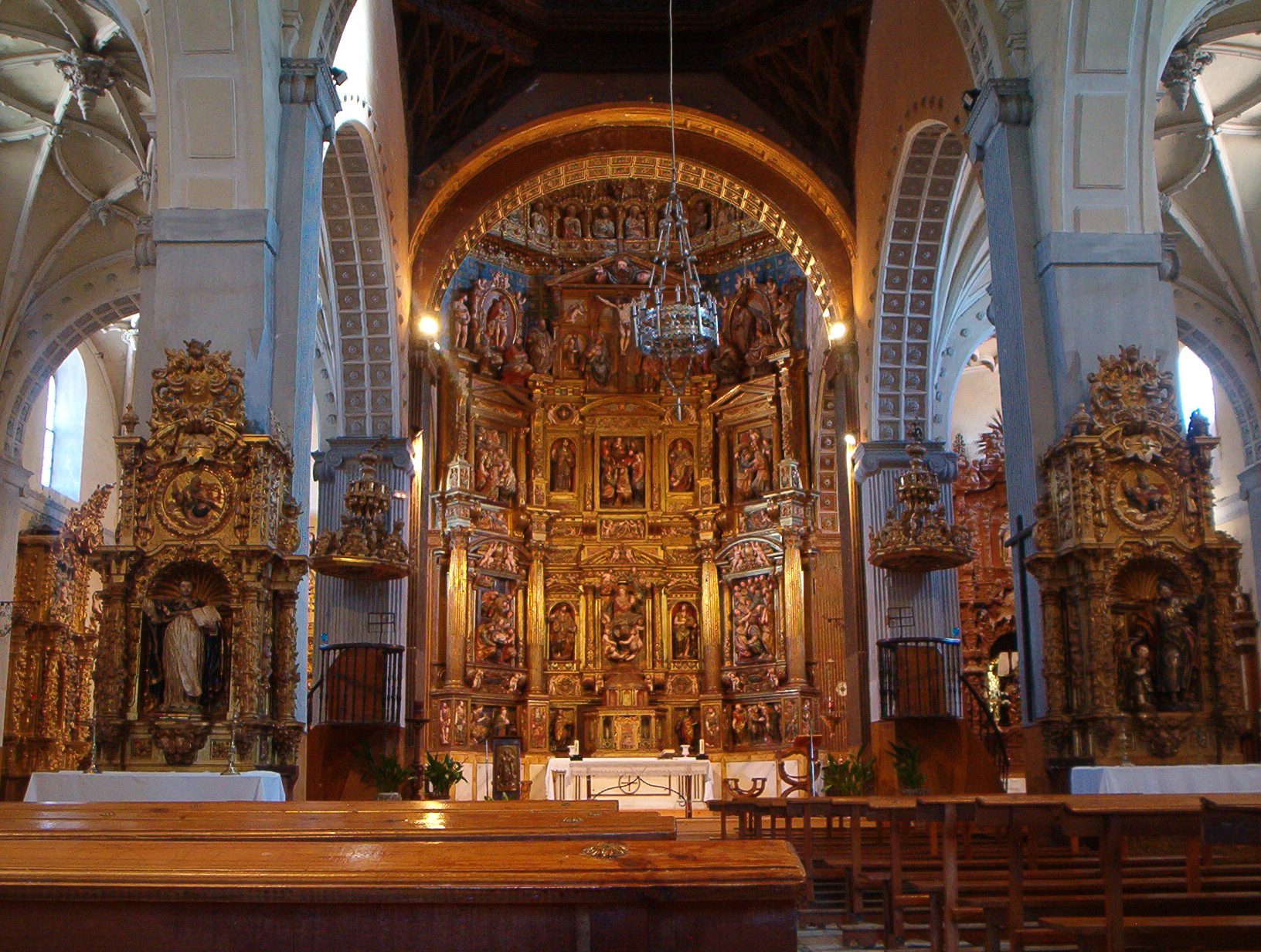
Alaejos – Iglesia de Santa María

- Zentrum des Ortes ist die Plaza Mayor mit dem im 16. Jahrhundert auf einem Natursteinsockel erbauten Rathaus aus Ziegelsteinen.
- Die dreischiffige, dem Apostel Petrus geweihte Hallenkirche San Pedro steht unmittelbar daneben. Die gänzlich aus Ziegelsteinen erbaute Kirche entstand im 16. Jahrhundert und verfügt über einen hohen viergeschossigen Glockenturm mit einem zurückgestuften Aufsatz und einer doppelten Laterne, der dem 17. Jahrhundert zugeschrieben wird. Das dreischiffige Innere der Kirche ist von komplizierten Rippengewölben aus Stuck bedeckt; in den Seitenschiffen stehen aufwändig gestaltete und mit Blattgold überzogene Barockaltäre. Höhepunkt ist das polygonal gebrochene und in Felder unterteilte Retabel des Hochaltars mit zahlreichen Figuren aus der Zeit um 1580.[5]
- Ebenfalls ins 16. Jahrhundert gehört die an einem wenige hundert Meter nordöstlich gelegenen Platz stehende und im Äußeren ganz ähnlich gestaltete Iglesia de Santa María. Ihr Inneres ist ebenfalls dreischiffig, aber in der Höhe basilikal gegliedert. Der die Rückwand der überkuppelten Apsis einnehmende barocke Hauptaltar präsentiert von kannelierten Säulen gerahmte Felder mit Figuren; auch die in den Seitenschiffen befindlichen Nebenaltäre sind aufwändig gestaltet.
- Mehrere Häuser aus dem 16. bis 18. Jahrhundert (Casa del Inquisidor, Casa del Marqués de Gastañaga, Casa de los Regidores, Casa del Obispo) tragen steinerne Wappenschilde.
- Am südlichen Ortsrand stehen die spärlichen Ruinen des Castillo de Alaejos, welches um die Mitte des 15. Jahrhunderts im Auftrag von Alonso de Fonseca I., dem auch die Initiative zum Bau des Castillo de Coca zu verdanken ist, entstand.